# Takashi Kasahara (fotbollsspelare född 1988)
Takashi Kasahara (笠原 昂史 Kasahara Takashi?), född 21 november 1988 i Saitama prefektur, är en japansk fotbollsspelare.
Kasahara började sin karriär 2011 i Mito HollyHock. Han spelade 98 ligamatcher för klubben. 2018 flyttade han till Omiya Ardija.